# Urs Luterbacher
Urs Luterbacher (* 5. November 1944) ist ein Schweizer Politikwissenschaftler, der Modelle und die Spieltheorie auf internationale Konflikte und Kooperation sowie internationale Umweltprobleme anwendet.

## Leben
Nach der Matura in Biel studierte Luterbacher Politikwissenschaften an der Universität Genf und doktorierte, nach einer Zeit als Forschungsassistent an der Universität Michigan, 1974 am Genfer Hochschulinstitut für internationale Studien (IUHEI). Von 1977 bis 2010 war er Professor desselben Institutes (seit 2008 Hochschulinstitut für internationale Studien und Entwicklung, IHEID). 1984 war er Gastprofessor an der University of Nebraska, und von 1990 bis 1991 an der Universität Michigan.
Luterbacher ist Mitglied von ProClim, dem Forum für Klima und globale Umweltveränderungen der Akademien der Wissenschaften Schweiz.

## Schriften (Auswahl)
- Last Words about War? In: Journal of Conflict Resolution, 1984, 28, 1, S. 165–182.
- Mit Michael D. Ward. Dynamic Models of International Conflict. Boulder: Lynne Rienner, 1985. ISBN 978-0931477188
- Mit Michael D. Intriligator (Herausgeber). Cooperative Models in International Relations Research. Kluwer Academic Publishers, 1994. ISBN 978-0792393948
- Mit Detlef Sprinz (Herausgeber). International relations and global climate chance. MIT Press, 2001. ISBN 978-0-262-62149-6 Synopse[3]